# Araujia
Araujia ist eine Pflanzengattung in der Unterfamilie der Seidenpflanzengewächse (Asclepiadoideae). Die 9 bis 13 Arten sind ursprünglich nur in Südamerika beheimatet.

## Beschreibung

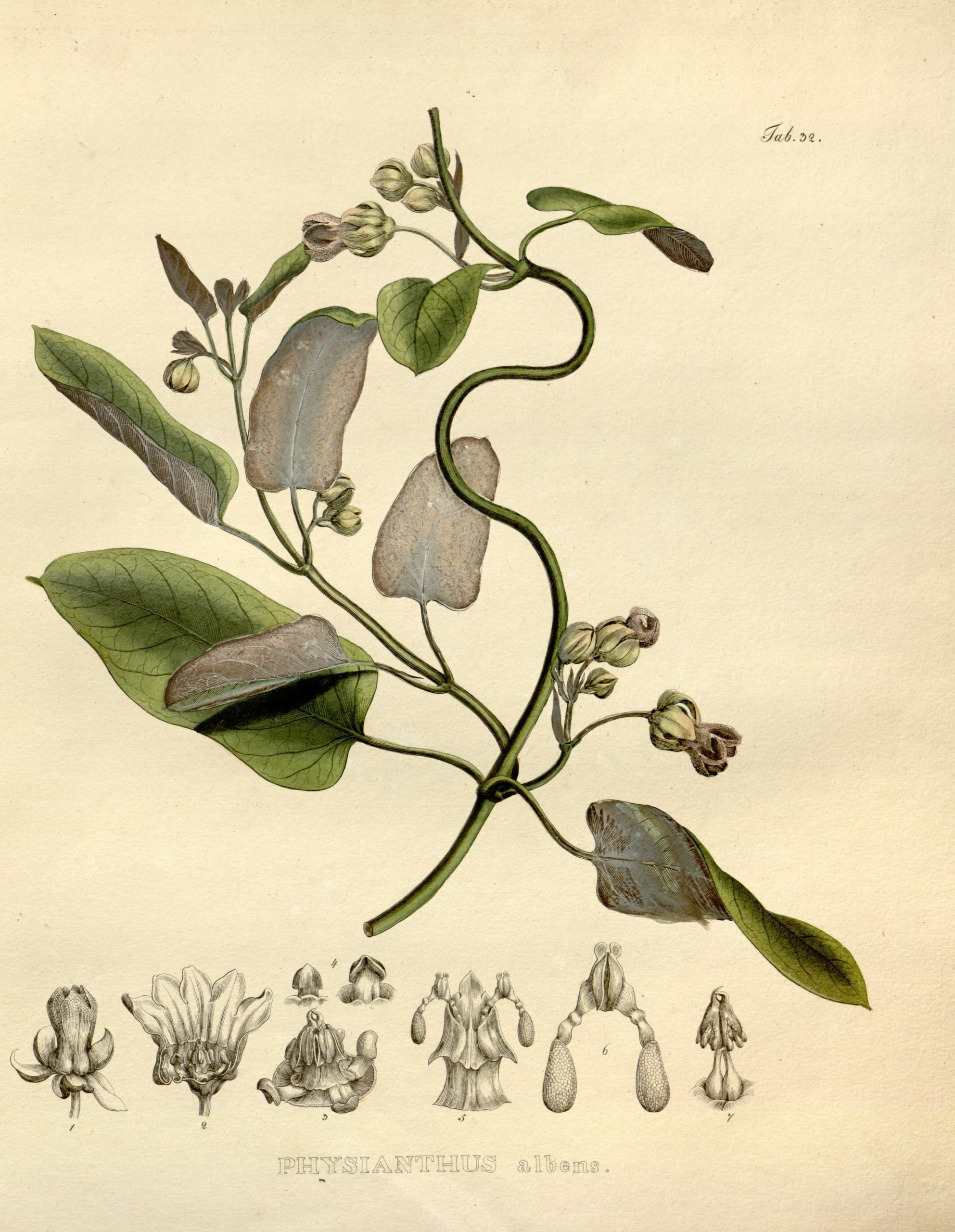
Illustration von Araujia sericifera

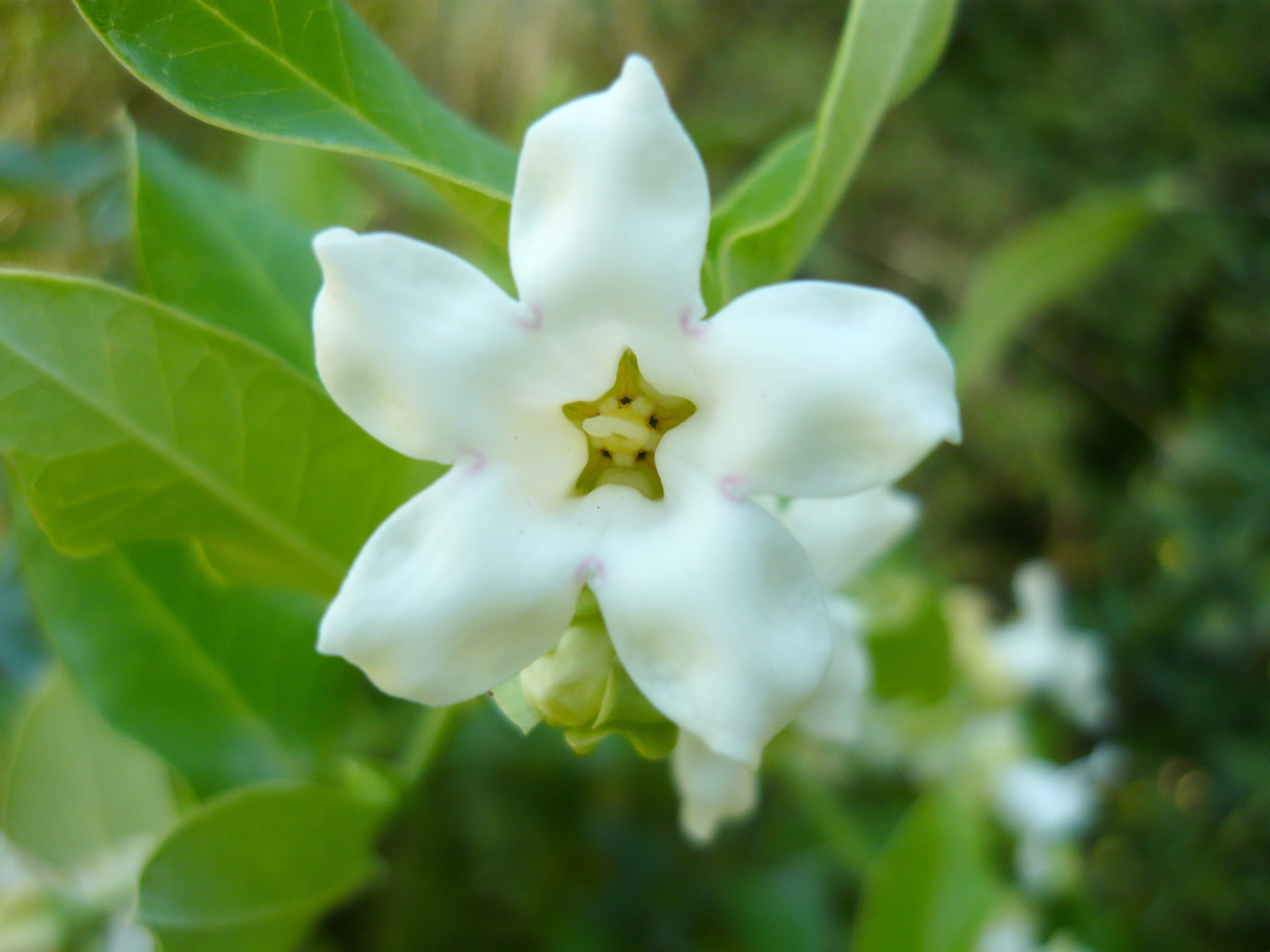
Radiärsymmetrische Blüte von Araujia sericifera

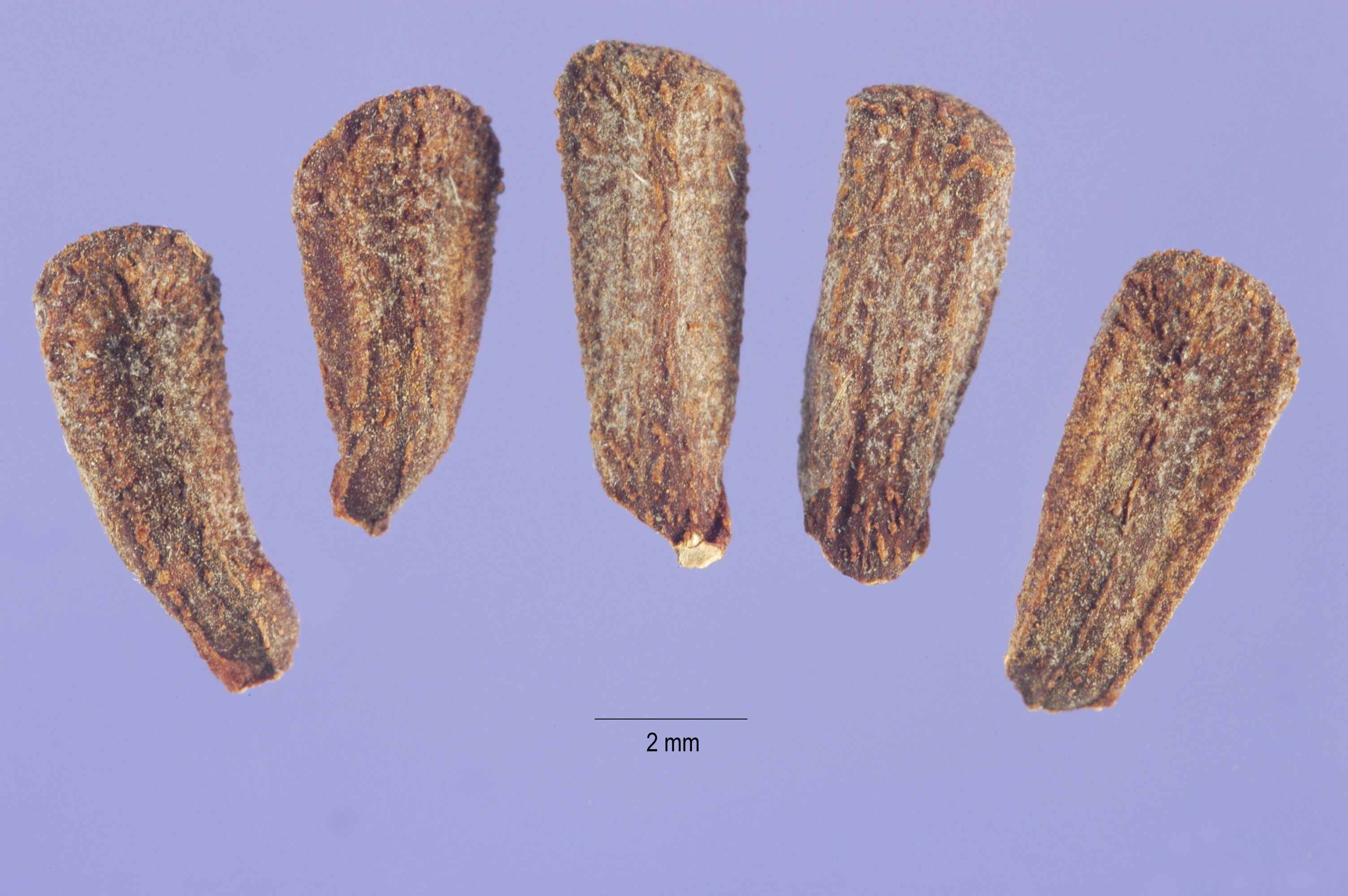
Samen von Araujia sericifera

### Vegetative Merkmale
Araujia-Arten wachsen als ausdauernde, Halbsträucher und Schlingpflanzen. Die 5 bis 6 Meter langen Sprossachsen verholzen zumindest an der Basis und sind kahl bis dicht borstig behaart. Sie enthalten einen weißen Milchsaft.
Die gegenständig angeordneten Laubblätter sind Blattstiel und Blattspreite gegliedert. Die krautigen, einfachen Blattspreiten sind bei einer Länge von 5 bis 11 Zentimetern (ausnahmsweise bis zu 15 Zentimetern) und einer Breite von 0,8 bis 4 Zentimetern (ausnahmsweise bis zu 8 Zentimetern) breit eiförmig, dreieckig, speerförmig mit zugespitztem oberen Ende. Die Spreitenbasis ist herzförmig, gestutzt bis keilförmig. Die Blattober- und -unterseite ist unterschiedlich gefärbt, die Blattoberseite ist kahl bis schwach und fein flaumig behaart und die Blattunterseite ist deutlich flaumig bis wollig behaart, wobei die Haare (Trichome) weißlich sind. Es sind zwei bis vier Drüsen (Colleteren) an der Basis der Blätter vorhanden.

### Generative Merkmale
Ein bis fünf Blüten stehen schraubelig bis sciadioidal (= pseudo-doldenförmig, abgeleitet von einer Schraubel durch die Reduktion der Rhachis) in einem Blütenstand zusammen, wobei sich ein bis drei Blüten gleichzeitig öffnen. Der kurze Blütenstandsschaft und die Blütenstiele sind kurzfilzig behaart.
Die Blütenknospen sind eiförmig bis kugelig. Die zwittrigen Blüten sind radiärsymmetrisch und fünfzählig. Die fünf großen, freien Kelchblätter sind laubblattähnlich, mehr oder weniger aufrecht, eiförmig und zugespitzt. Die fünf 5 bis 20 Millimeter langen, mehr oder weniger aufrechten Kronblätter sind zwischen der Hälfte und etwa drei Viertel der Länge urnen- bis glockenförmig verwachsen. Die Farben der Kronblätter variiert von cremefarben-rosé bis cremefarben-grünlich. Die breit-dreieckigen Kronblätter sind dextral gewunden oder verdreht. Die in die Kronröhre eingelassene Nebenkrone ist fünfteilig und kürzer als das Gynostegium. Ihre nur an ihrer Basis verwachsenen oder auch freien Zipfel sind breit-dreieckig, aufrecht oder auch eingebogen. Das Gynostegium ist ungestielt und verdeckt in der Kronröhre. Die Flügel der fünf Staubblätter verlaufen parallel zueinander und sind kürzer als der Griffel und die Staubbeutel sind rechteckig. Die hängenden Pollinien sind eiförmig bis kugelig.
Die einzeln stehenden, hängende Balgfrüchte weisen eine Länge von 7,5 bis 15 Zentimetern und einen Durchmesser von 0,4 bis 3 Zentimetern auf und sind ellipsoid, mit stielrundem Querschnitt und stumpfer oder leicht geschnabelter Spitze. Sie können Längsgruben aufweisen und außen kahl oder leicht warzig sein. Das Perikarp ist dick verholzt. Die dunkelbraunen Samen sind bei einer Länge von 4,5 bis 7 mm und einem Durchmesser von 2 bis 2,5 mm eiförmig. Der Rand weist keine Flügel auf, aber er ist gezähnt. Der seidige Haarschopf ist 4 bis 5 cm lang.
Die Chromosomenzahl beträgt 2n = 20 (Araujia angustifolia) bzw. 22 (Araujia sericifera).

## Blütenökologie
Die Bestäubung erfolgt meist durch Nachtfalter mit langen Saugrüsseln. Für Araujia sericifera wird auch der deutsche Trivialname „Folterpflanze“ und der englische Trivialname „moth catcher“ benutzt, dies bezieht sich darauf, dass die Blüte nach dem Prinzip einer Klemmfalle funktioniert und der Saugrüssel der Schmetterlinge so eingeklemmt werden kann, dass das Insekt nicht mehr freikommt. Erst nach der Bestäubung der Blüte (meist am anderen Morgen) lässt die Klemmwirkung nach und der Schmetterling kommt wieder frei.

## Vorkommen
Die Araujia-Arten sind ursprünglich in Südamerika von Bolivien, Paraguay und Uruguay bis Brasilien und Argentinien verbreitet. Sie kommen dort in trockenen bis feuchten Wäldern und Dornbuschsavannen, oft sogar in Kulturland oder aufgelassenem Kulturland vor.
Araujia sericifera wird als Zierpflanze verwendet und ist inzwischen in vielen Regionen der Welt verwildert, beispielsweise in Neuseeland, Südafrika, Südspanien und Nordamerika.

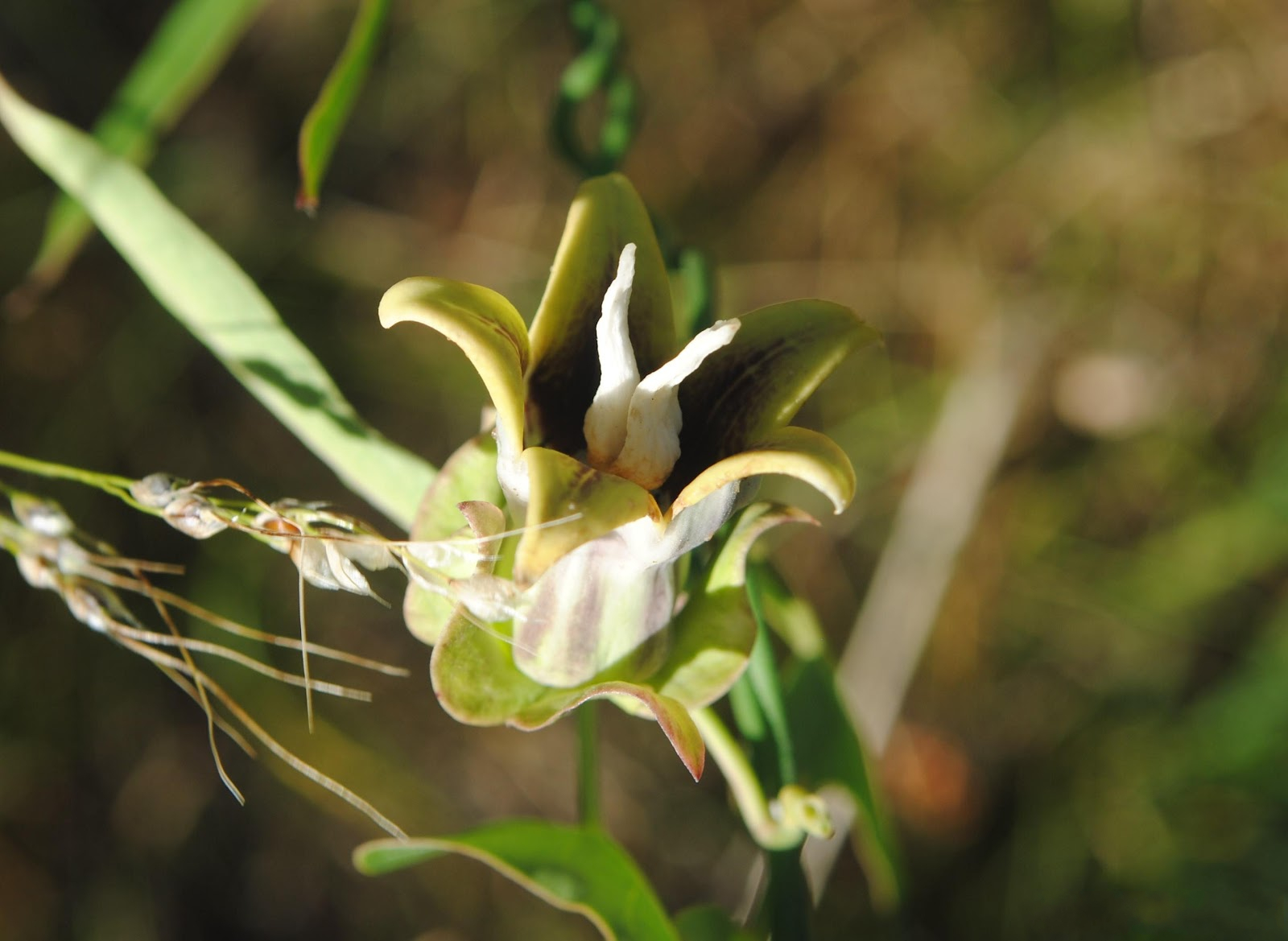
Araujia megapotamica, Blüte

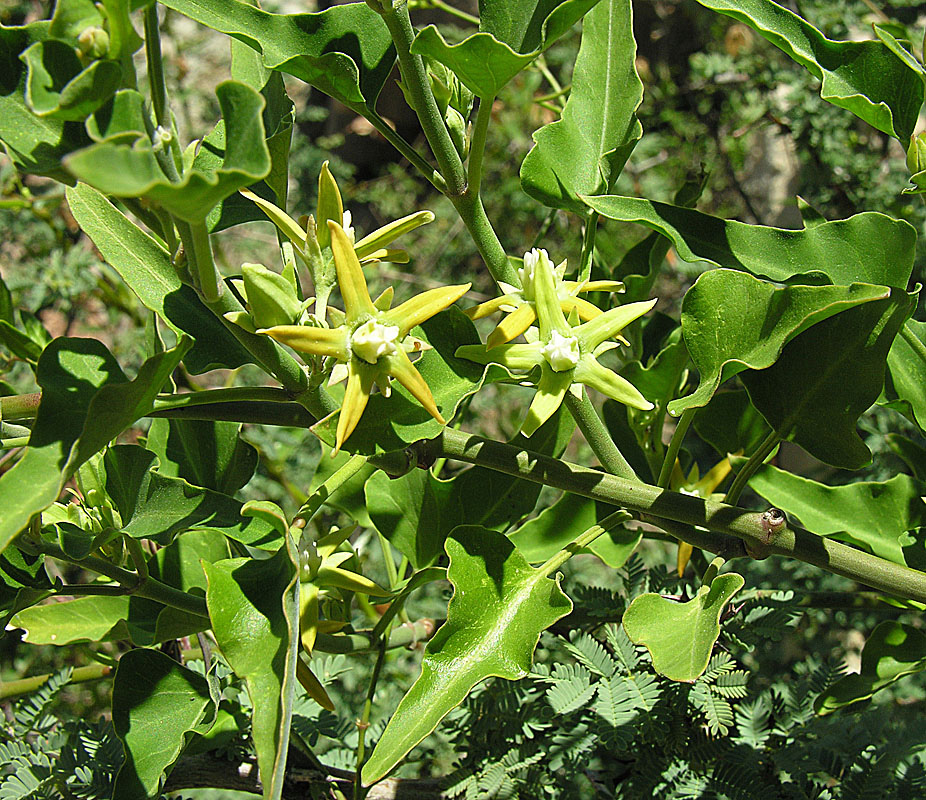
Araujia odorata

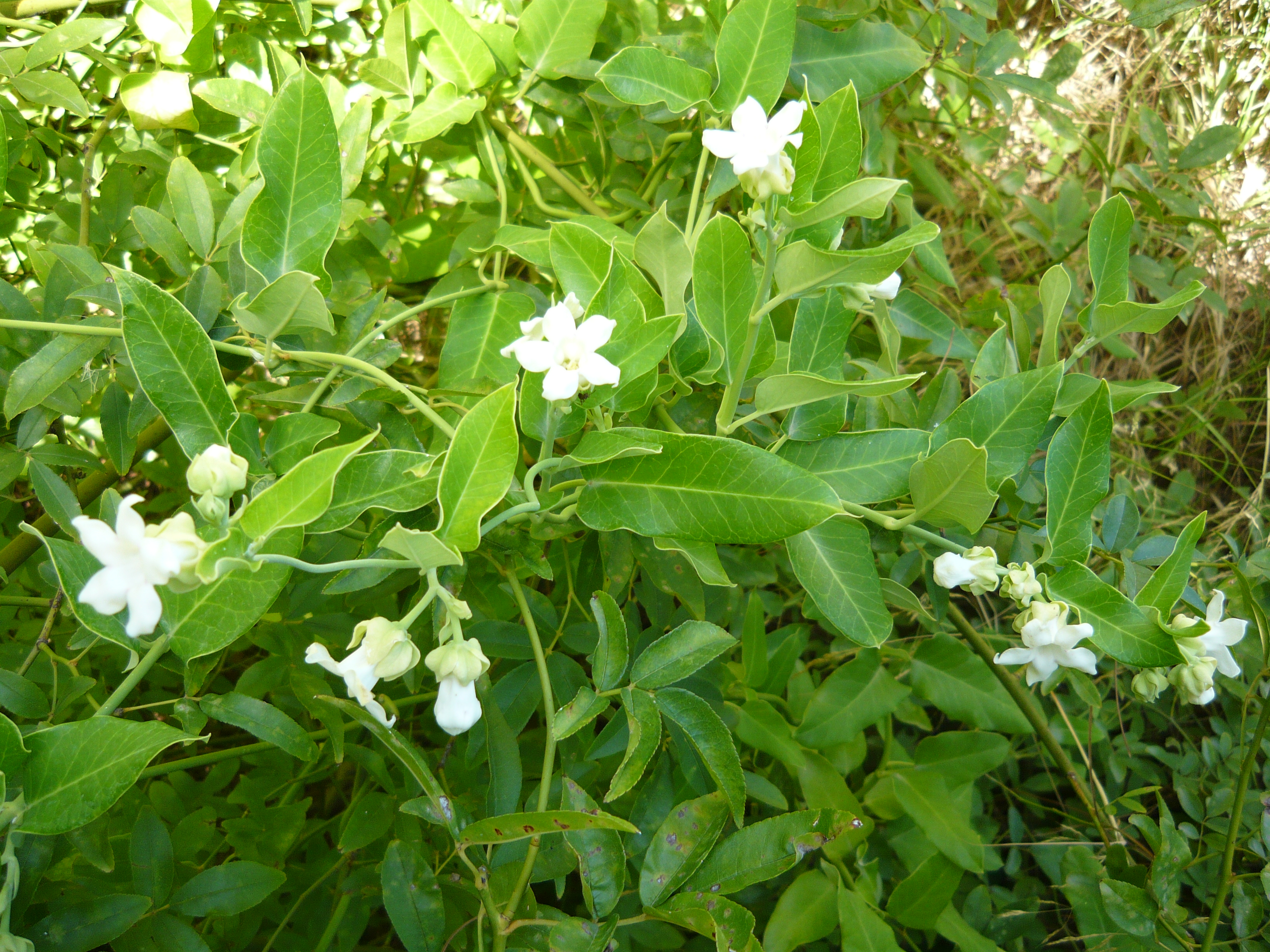
Erscheinungsbild von Araujia sericifera

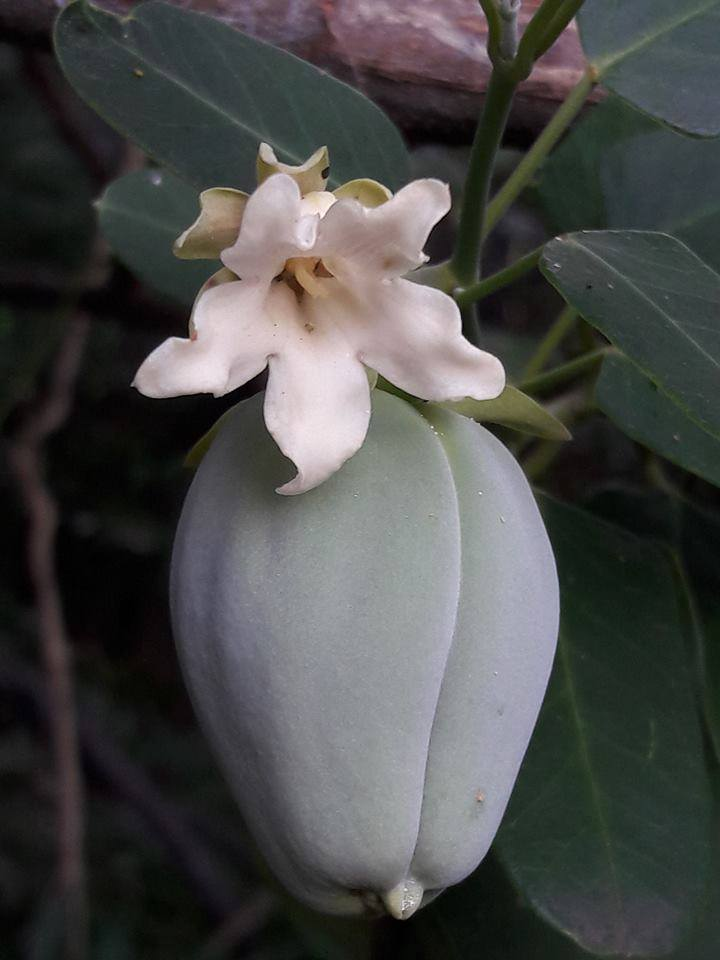
Araujia sericifera, Blüte und junge Frucht

## Systematik
Die Gattung Araujia wurde 1817 von Felix de Avellar Brotero (1744–1828) in Descriptions of a new Genus of Plants, named Araujia, and of a new Species of Passiflora, in den Transactions of the Linnean Society of London, Bd. 12, S. 62 ff. erstbeschrieben und auf der Tafel 4 und 5 abgebildet, wobei er sie als monotypische Gattung, also nur mit einer Art veröffentlichte. Die einzige dort veröffentlichte Art ist die Araujia sericifera Brot., dabei wurde keine Aussage über einen hinterlegten Herbarbeleg gegeben. So legten Paul I. Forster und Peter V. Bruyns 1992 einen Beleg des Herbarium Jardim Botânico Museu Nacional de História Natural Universidade de Lisboa (LISU) als Lectotypusmaterial fest.
Der Gattungsname ehrt den portugiesisch-brasilianischen Naturforscher António Araújo de Azevedo (1754–1817).
Synonyme für Araujia Brot. sind: Choristigma Kurtz ex Heger nom. illeg., Hickenia Lillo, Lagenia E.Fourn., Morrenia Lindl., Physianthus Mart., Pentaphragma Zucc. ex Rchb. nom. nud., Stuckertia Kuntze.
Die Gattung Araujia gehört zur Subtribus Oxypetalinae aus der Tribus Asclepiadeae in der Unterfamilie Asclepiadoideae innerhalb der Familie der Apocynaceae.
Die Gattung Araujia wird in drei Sektionen gegliedert und enthält insgesamt 9 bis 13 Arten.
Sektion Araujia
Sektion Lagenia (E.Fourn.) Malme
Sektion Schistanthera Schltr.
- Araujia angustifolia (Hook. & Arn.) Steud.: Sie kommt von Brasilien bis ins nördliche Argentinien vor.[6]
- Araujia brachystephana (Griseb.) Fontella & Goyder (Syn.: Morrenia brachystephana Griseb.): Diese Neukombination erfolgte 2011. Sie ist von Bolivien bis ins nördliche Argentinien verbreitet.[6]
- Araujia hassleriana (Malme) Fontella & Goyder (Syn.: Morrenia hassleriana Malme): Diese Neukombination erfolgte 2011. Sie kommt in Paraguay vor.[6]
- Araujia herzogii (Schltr.) Fontella & Goyder (Syn.: Morrenia herzogii Schltr.): Diese Neukombination erfolgte 2011. Sie kommt von Bolivien über Paraguay bis ins nordwestliche Argentinien (Salta) vor.[6]
- Araujia megapotamica (Spreng.) G.Don: Sie kommt vom brasilianischen Bundesstaat Rio Grande do Sul bis ins nordöstliche Argentinien vor.[6]
- Araujia odorata (Hook. & Arn.) Fontella & Goyder: Sie kommt von Bolivien bis Brasilien und dem nordöstlichen Argentinien vor.[6]
- Araujia plumosa Schltr.: Sie kommt von Bolivien bis Brasilien und dem nördlichen Argentinien vor.[6]
- Araujia scalae (Hicken) Fontella & Goyder: Sie kommt nur in Argentinien vor.[6]
- Araujia sericifera Brot. (Syn.: Araujia sericofera Brot. orthographischer Fehler in der Erstbeschreibung, Araujia albens (Mart.)G.Don, Physianthus albens Mart., Araujia hortorum E.Fourn., Schubertia albens sensu auct.): Sie kommt ursprünglich vom südlichen und südöstlichen Brasilien bis ins nordöstliche Argentinien vor.[6]
- Araujia stormiana Morong: Sie kommt vom brasilianischen Bundesstaat Mato Grosso do Sul bis ins nördliche Argentinien vor.[6]
- Araujia stuckertiana (Kurtz ex Heger) Fontella & Goyder: Es gibt zwei Unterarten:
  - Araujia stuckertiana subsp. grandiflora (Malme) Fontella & Goyder (Syn.: Morrenia grandiflora Malme): Sie kommt von Bolivien bis ins nördliche Argentinien vor.[6]
  - Araujia stuckertiana subsp. stuckertiana:  Sie kommt nur in Argentinien vor.[6]
- Araujia subhastata E.Fourn.: Sie kommt im brasilianischen Bundesstaat São Paulo vor.[6]
- Araujia variegata (Griseb.) Fontella & Goyder: Sie kommt von Bolivien bis ins nördliche Argentinien vor.[6]

Nicht mehr zu dieser Gattung wird gerechnet:
- Araujia graveolens (Lindl.) Mast. (Syn.: Physianthus graveolens hort., Physianthus auricomus R.Graham, Schubertia graveolens Lindl.) → Schubertia grandiflora Mart.